# Casa Lahovari
Casa Lahovari este o casă din sectorul 2 al Bucureștiului, construită de Ion Mincu în anul 1886, la rugămintea lui Iacob Lahovary (1846-1907), general și politician, ministru al Afacerilor Străine, ministru de război și șef al Marelui Stat Major. Clădira este reținută de istoria arhitecturii din România ca fiind prima construcție semnificativă ridicată în stilul neoromânesc. Tot prin această construcție, Ion Mincu își formulează un stil în domeniul arhitecturii, stil care se va regăsi în majoritatea proiectelor sale ulterioare. Casa a fost folosită ca locuință pentru o lungă perioadă, iar din 2003 aparține Secției de Maternitate a Spitalului Cantacuzino. Construcția este clasată ca un monument istoric.

## Descriere
Construită într-un stil asemănător cu o altă casă proiectată de Ion Mincu, Bufetul din Șoseaua Kiseleff, Casa Lahovari îmbină elementele arhitecturii vernaculare cu cele ale arhtecturii medievale românești.
Fațada casei este realizată asimetric, fiind bine deviată și dozată subtil. Fața este decorată cu elemente specifice arhitecturii populare: ceramică policromă grazurată, coloane de lemn asemănătoare coloanelor din arhitectura clasică, arce în formă de acolade sau cocoșnicuri. Elementul central al casei e susținut de aripile laterale ale fațadei care prezintă câte două ferestre reunite sub o friză comună (partea componentă a antablamentului unei case).
Ceea ce oferă o atmosferă rustică, specifică caselor populare românești, este pridvorul amplasat deasupra falsei intrării în pivnița casei, dar și o serie de alte elemente cum ar fi: butoni proeminenți și smălțuiți, friza realizată din teracotă roșie-verzuie, streașina lată și ridicată. Decorația folosită de arhitect pentru a modela fațada poate fi pusă în legătură și cu arhitectura caselor din Italia, Franța, Spania, și Istanbul, locuri vizitate de Mincu, în perioada cât a fost student și ulterior acestei perioade. În interior plafonul este reliazat din stuc care imită lemnul.
Pentru construirea casei s-au folosit cărămida, tencuială cu mortar de var, ceramică smalțuită colorată, lemn, tablă, iar ca tehnici s-a folosit zidăria portantă, planșeele, șarpantă din lemn și stâlpi din lemn.

## Construcția în prezent
Casa s-a păstrat destul de bine de-a lungul timpului, dar după anul 1990 i s-au adăugat câteva elemente interioare care afectează estetica interioară a construcției. În prezent casa este ocupată de unul din pavilioanele spitalului Cantacuzino.